# 穆尔代克
穆尔代克（荷蘭語：Moerdijk）是荷蘭的一個市鎮和城市，位於荷蘭南部，在行政區劃上屬於北布拉班特省。莫爾狄克設立於1997年，是由五個市鎮合併而成。

## 外部連結
- 维基共享资源上的相關多媒體資源：穆尔代克
- 官方网站